# Stine Bosse
Stine Bosse (ur. 21 grudnia 1960 w Virum w gminie Lyngby-Tårbæk) – duńska menedżer i polityk, w latach 2003–2011 dyrektor zarządzający skandynawskiego koncernu ubezpieczeniowego Tryg, deputowana do Parlamentu Europejskiego X kadencji.

## Życiorys
W 1987 ukończyła studia prawnicze na Uniwersytecie Kopenhaskim. Od 1988 do 2011 była zawodowo związana z ubezpieczycielem TrygVesta (przemianowanym później na Tryg). Od 1995 zajmowała w tym przedsiębiorstwie stanowiska dyrektorskie. W latach 2003–2011 pełniła funkcję dyrektora zarządzającego grupy. W trakcie kierowania tą firmą w 2009 dziennik „Financial Times” umieścił ją na 21. miejscu w rankingu 50 najbardziej wpływowych kobiet w biznesie.
Obejmowała też różne stanowiska w radach dyrektorów przedsiębiorstw i instytucji. Została m.in. członkinią rady przedsiębiorstwa Allianz i przewodniczącą rady w BankNordik. W latach 2012–2015 przewodniczyła radzie teatru Det Kongelige Teater. Została także wykładowczynią w Copenhagen Business School.
W 2010 sekretarz generalny ONZ powołał ją w skład nowo utworzonej grupy wsparcia Milenijnych Celów Rozwoju. Została również członkinią rady Europejskiej Rady Spraw Zagranicznych oraz przewodniczącą Europabevægelsen, duńskiego oddziału Ruchu Europejskiego. Związała się z ugrupowaniem Moderaterne; w 2023 została główną kandydatką tej partii w wyborach europejskich w 2024. W wyniku głosowania uzyskała mandat posłanki do Europarlamentu X kadencji.

## Odznaczenia
- Kawaler Orderu Danebroga[2]